# 千葉学
千葉 学（ちば まなぶ、1960年（昭和35年） - ）は、日本の建築家。東京大学大学院教授。千葉学建築計画事務所主宰。日本建築学会賞作品賞、吉岡賞、JIA新人賞など多数受賞。

## 略歴
- 1960年　東京都生まれ[1]。
- 1979年　東京都立青山高等学校卒業
- 1985年　東京大学工学部建築学科卒業
- 1987年　同大学大学院工学系研究科修士課程修了
- 1987年～1993年　日本設計勤務
- 1993年　ファクター・エヌ・アソシエイツ共同設立
- 2001年　千葉学建築計画事務所設立
- 2001年～2013年　東京大学大学院工学系研究科建築学専攻准教授
- 2009年～2010年　スイス連邦工科大学（ETH）客員教授
- 2013年～　東京大学大学院工学系研究科教授

## 主な作品
| 名称                                              | 年     | 所在地               |
| ------------------------------------------------- | ------ | -------------------- |
| 和洋女子佐倉セミナーハウス                        | 1997年 | 千葉県佐倉市         |
| 黒の家                                            | 2001年 | 東京都大田区         |
| TRIO                                              | 2003年 | 東京都世田谷区       |
| KASIMA SURF VILLA                                 | 2004年 | 茨城県鹿嶋市         |
| MESH                                              | 2004年 | 東京都世田谷区       |
| 八ヶ岳の別荘                                      | 2004年 | 長野県諏訪郡         |
| 日本盲導犬総合センター 盲導犬の里 富士ハーネス    | 2008年 | 静岡県富士宮市       |
| WEEKEND HOUSE ALLEY                               | 2008年 | 神奈川県鎌倉市       |
| 諫早市こどもの城                                  | 2009年 | 長崎県諫早市         |
| STITCH                                            | 2009年 | 東京都立川市         |
| 大多喜町役場                                      | 2012年 | 千葉県夷隅郡大多喜町 |
| 工学院大学125周年記念総合教育棟                   | 2012年 | 東京都八王子市       |
| 敦賀駅交流施設オルパーク                          | 2014年 | 福井県敦賀市         |
| Sugar                                             | 2014年 | 東京都世田谷区       |
| 片瀬山の家                                        | 2014年 | 神奈川県藤沢市       |
| 東京大学安田講堂 改修（東京大学キャンパス計画室） | 2015年 | 東京都文京区         |
| 釜石市天神復興住宅                                | 2016年 | 岩手県釜石市         |
| 京都瓢斗 京都駅前本店                             | 2018年 | 京都府京都市         |
| 魚沼市庁舎                                        | 2020年 | 新潟県魚沼市         |

## 受賞歴
- 1998年 日本建築家協会JIA新人賞（和洋佐倉女子セミナーハウス）
- 1998年 BCS賞（和洋佐倉女子セミナーハウス）
- 2002年 東京住宅建築賞（黒の家）
- 2005年 第21回吉岡賞（MESH）
- 2007年 日本建築家協会賞（日本盲導犬総合センター）
- 2008年 BCS賞（日本盲導犬総合センター）
- 2009年 日本建築学会賞作品賞（日本盲導犬総合センター）
- 2014年 村野藤吾賞（工学院大学125周年記念総合教育棟）
- 2014年 BCS賞（工学院大学125周年記念総合教育棟）
- 2017年 BCS賞（敦賀駅交流施設オルパーク)

## 著作
- rule of the site -そこにしかない形式　2006年
- 建築の「かたち」と「デザイン」　共著　2009年
- 人の集まり方をデザインする　2015年

## その他
- 東京大学安藤忠雄研究室で助手を務めた。
- グッドデザイン賞や数多くの学生コンペなどで審査員を務めた。

## 千葉事務所・千葉研究室出身の建築家
- 猪熊純
- 富永大毅
- 海法圭
- 御手洗龍
- 小室舞